# Salvadiós
Salvadiós es un municipio y localidad de España perteneciente a la provincia de Ávila,  en la comunidad autónoma de Castilla y León. El término municipal tiene una población de 71 habitantes (INE 2024).

## Geografía
El municipio tiene una superficie de 20,38 km².

## Historia
Fue fundado en época medieval, entre los siglos X y XIII, con repoblaciones de riojanos y vasconavarros. A mediados del siglo XIX, el lugar tenía contabilizada una población de 54 habitantes. Tenía por entonces 30 casas, ayuntamiento, escuela de primeras letras común a ambos sexos, y una iglesia parroquial de la Asunción de Nuestra Señora, con curato de segundo ascenso y provisión ordinaria. Aparece descrito en el decimotercer volumen del Diccionario geográfico-estadístico-histórico de España y sus posesiones de Ultramar de Pascual Madoz de la siguiente manera:

SALVADIOS: l. con ayunt. en la prov. y dióc. de Avila (7 leg.), part. jud. de Arevalo (7), aud. terr. de Madrid (24), c. g. de Castilla la Vieja (Valladolid (16). sit. en terreno llano; le combaten todos los vientos, en particular el O. y NE.; su clima es frio y húmedo, y las enfermedades mas comunes pulmonías y fiebres intermitentes. Tiene 36 casas; la de ayunt; escuela de primeras letras comun á ambos sexos, dotada con 000 rs., y una igl. parr. (la Asuncion de Ntra. Sra.) con curato de segundo ascenso y provision ordinaria; el cementerio está en parage que no ofende la salud pública, y los vec. se surten de aguas para sus usos de un pozo, haciéndolo para el de los ganados de 2 lagunas que hay inmediatas al pueblo. El térm. confina: N. Flores de Avila; E. Narros del Castillo, y S. y O. Gimialcon: se estiende 5/4 leg. de N. á S. y 1 de E. á O., y comprende dos desp. titulados Cañiclosa y Villarta, 2 montes de encina, algunos prados naturales con medianos pastos, y 2,840 fan. de tierra cultivadas y 40 incultas: el r. Trabancos le atraviesa de S. á N. pasando á poca dist. de la pobl. El terreno en lo general es llano, de mediana é inferior calidad. caminos: los que dirigen á los pueblos limítrofes y la calzada de Madrid á Vigo, sobre la cual se están construyendo puentes: el correo se recibe en Peñaranda de Bracamonte por los mismos interesados. prod.: trigo, cebada, centeno, algarrobas, garbanzos y algunas legumbres; mantiene ganado lanar, vacuno y de cerda; cria caza de liebres y perdices, y alguna pesca menor. pobl.: 13 vec., 54 alm. cap. prod.: 905,140 rs. imp.: 36,059 rs. 6 mrs. ind.: 1,650. contr.: 4,711 rs. 29 mrs.
(Madoz, 1847, p. 709)

## Demografía
Salvadiós cuenta con una población de 71 habitantes (INE 2024).
| Gráfica de evolución demográfica de Salvadiós entre 1842 y 2021                                                       |
| |
| Población de derecho según los censos de población del INE. Población de hecho según los censos de población del INE. |

## Patrimonio
En la localidad hay una iglesia bajo la advocación de la Asunción de Nuestra Señora.